# Gian lận Internet

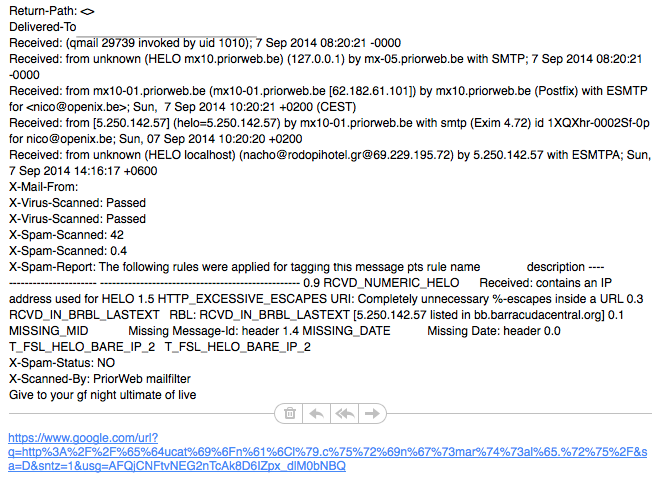
Ảnh chụp màn hình ví dụ về email gian lận

Gian lận Internet là một dạng gian lận khi sử dụng Internet. Dạng gian lận này rất đa dạng và ở nhiều hình thức khác nhau từ thư rác đến lừa đảo trực tuyến. Gian lận Internet xảy ra khi sử dụng một phần hay dựa phần lớn trên các dịch vụ Internet.